# Campeonato Mundial de Natação em Piscina Curta de 2018 - 4x100 m livre feminino
A prova dos 4x100 metros livre feminino do Campeonato Mundial de Natação em Piscina Curta de 2018 foi disputado no dia 11 de dezembro de 2018, no Hangzhou Sports Park Stadium, em Hangzhou, na China. 

## Recordes
Antes desta competição, os recordes mundiais e do campeonato nesta prova eram os seguintes:
|                       | Nome                                                                                              | Nacionalidade | Tempo   | Local | Data                  |
| --------------------- | ------------------------------------------------------------------------------------------------- | ------------- | ------- | ----- | --------------------- |
| Recorde mundial       | Inge Dekker (52,39) Femke Heemskerk (50,58) Maud van der Meer (52,55) Ranomi Kromowidjojo (51,01) | Países Baixos | 3:26.53 | Doha  | 5 de dezembro de 2014 |
| Recorde do campeonato | Inge Dekker (52,39) Femke Heemskerk (50,58) Maud van der Meer (52,55) Ranomi Kromowidjojo (51,01) | Países Baixos | 3:26.53 | Doha  | 5 de dezembro de 2014 |

## Medalhistas
| Ouro | Prata                                                                                                   | Bronze                                                           |
| Estados Unidos · Olivia Smoliga · Lia Neal · Mallory Comerford · Kelsi Dahlia · Veronica Burchill* · Erika Brown* | Países Baixos · Kim Busch · Femke Heemskerk · Maaike de Waard · Ranomi Kromowidjojo · Valerie van Roon* | China · Zhu Menghui · Yang Junxuan · Liu Xiaohan · Wang Jingzhuo |

*Participaram apenas das eliminatórias, mas também receberam medalhas.

## Resultados

### Eliminatórias
As eliminatórias ocorreram dia 11 de dezembro com um total de 11 nacionalidades. 
| Colocação | Bateria | Raia | Nacionalidade  | Nadadoras                                                                                            | Tempo   | Notas |
| --------- | ------- | ---- | -------------- | --- | ------- | ----- |
| 1         | 1       | 4    | Estados Unidos | Lia Neal (52.81) Veronica Burchill (52.81) Erika Brown (52.65) Kelsi Dahlia (51.25)                  | 3:29.52 | Q     |
| 2         | 1       | 5    | Países Baixos  | Kim Busch (53.25) Maaike de Waard (53.35) Valerie van Roon (53.61) Ranomi Kromowidjojo (52.46)       | 3:32.67 | Q     |
| 3         | 2       | 5    | Rússia         | Maria Kameneva (52.98) Daria Kartashova (54.10) Daria Mullakaeva (52.98) Valeriya Salamatina (53.27) | 3:33.33 | Q     |
| 4         | 2       | 4    | China          | Wang Jingzhuo (54.43) Yang Junxuan (52.63) Liu Xiaohan (53.54) Zhu Menghui (52.82)                   | 3:33.42 | Q     |
| 5         | 2       | 3    | Japão          | Runa Imai (54.26) Aya Sato (53.00) Tomomi Aoki (53.46) Chihiro Igarashi (53.27)                      | 3:33.99 | Q     |
| 6         | 2       | 2    | Alemanha       | Annika Bruhn (53.81) Reva Foos (53.91) Jessica Steiger (53.50) Marie Pietruschka (53.09)             | 3:34.31 | Q     |
| 7         | 1       | 3    | Hong Kong      | Ho Nam Wai (56.21) Stephanie Au (55.21) Chan Kin Lok (55.43) Sze Hang Yu (54.23)                     | 3:41.08 | Q     |
| 8         | 2       | 6    | Turquia        | Selen Özbilen (54.71) Roza Erdemli (56.75) Viktoriya Zeynep Güneş (56.22) Ekaterina Avramova (54.18) | 3:41.86 | Q     |
| 9         | 2       | 7    | Nova Zelândia  | Rebecca Moynihan (55.37) Paige Flynn (54.45) Vanessa Ouwehand (57.69) Emma Godwin (55.18)            | 3:42.69 |       |
| 10        | 1       | 6    | Eslováquia     | Barbora Mikuskova (56.28) Tamara Potocká (55.74) Sabína Kupčová (55.98) Laura Benková (55.74)        | 3:43.74 |       |
| 11        | 1       | 2    | Taipé Chinesa  | Chen Szu-an (57.04) Huang Mei-chien (58.05) Wang Wan-chen (57.69) Lin Pei-wun (57.67)                | 3:50.45 |       |

### Final
A final foi realizada em 11 de dezembro. 
| Colocação         | Raia | Nacionalidade  | Nadadoras                                                                                               | Tempo   | Notas |
| ----------------- | ---- | -------------- | --- | ------- | ----- |
| Medalha de ouro   | 4    | Estados Unidos | Olivia Smoliga (52.71) Lia Neal (52.58) Mallory Comerford (51.09) Kelsi Dahlia (51.40)                  | 3:27.78 |       |
| Medalha de prata  | 5    | Países Baixos  | Kim Busch (53.19) Femke Heemskerk (50.93) Maaike de Waard (53.13) Ranomi Kromowidjojo (50.77)           | 3:28.02 |       |
| Medalha de bronze | 6    | China          | Zhu Menghui (52.58) Yang Junxuan (52.28) Liu Xiaohan (53.26) Wang Jingzhuo (52.80)                      | 3:30.92 |       |
| 4                 | 2    | Japão          | Tomomi Aoki (53.33) Aya Sato (52.60) Runa Imai (53.12) Chihiro Igarashi (52.63)                         | 3:31.68 |       |
| 5                 | 3    | Rússia         | Maria Kameneva (53.01) Daria Mullakaeva (53.20) Valeriya Salamatina (52.82) Veronika Andrusenko (53.46) | 3:32.48 |       |
| 6                 | 7    | Alemanha       | Annika Bruhn (53.77) Reva Foos (53.32) Jessica Steiger (53.03) Marie Pietruschka (53.15)                | 3:32.27 |       |
| 7                 | 1    | Hong Kong      | Ho Nam Wai (55.91) Stephanie Au (54.72) Chan Kin Lok (55.33) Sze Hang Yu (54.29)                        | 3:40.25 |       |
| 8                 | 8    | Turquia        | Selen Özbilen (54.68) Roza Erdemli (56.37) Viktoriya Zeynep Güneş (56.25) Ekaterina Avramova (53.95)    | 3:41.25 |       |

Legenda
| Recorde mundial       | Recorde mundial (World record)               |                       | Recorde africano                      | Recorde africano (African) |                                           | Q | Classificado por posição (Qualified) |
| Recorde do campeonato | Recorde do campeonato (Championship record)  | Recorde da América    | Recorde da América (Americas)         | q                          | Classificado por melhor tempo (Qualified) |   |                                      |
| Melhor marca do ano   | Melhor marca do ano (World leading)          | Recorde asiático      | Recorde asiático (Asian)              | DNS                        | Não largou (Did not start)                |   |                                      |
| Recorde nacional      | Recorde nacional (National record)           | Recorde europeu       | Recorde europeu (European)            | DNF                        | Não terminou (Did not finish)             |   |                                      |
| Recorde pessoal       | Recorde pessoal do atleta (Personal best)    | Recorde da Oceania    | Recorde da Oceania (Oceania)          | DSQ / DQ                   | Desclassificado (Disqualified)            |   |                                      |
| Recorde da temporada  | Recorde da temporada do atleta (Season best) | Recorde sul-americano | Recorde sul-americano (South America) | NM                         | Sem marca (No mark)                       |   |                                      |